# Olena Sadovnycha
Olena Anatolivna Sadovnycha (en ucraniano: Олена Анатоліївна Садовнича; Kiev, URSS, 4 de noviembre de 1967) es una deportista ucraniana que compitió en tiro con arco, en la modalidad de arco recurvo.
Participó en dos Juegos Olímpicos de Verano, obteniendo dos medallas, bronce en Atlanta 1996, en la prueba individual, y plata en Sídney 2000, por equipo (junto con Nataliya Burdeina y Kateryna Serdiuk).
Ganó una medalla de plata en el Campeonato Mundial de Tiro con Arco al Aire Libre de 1997, una medalla de bronce en el Campeonato Mundial de Tiro con Arco en Sala de 1999, dos medallas en el Campeonato Europeo de Tiro con Arco al Aire Libre, en los años 1996 y 2002, y cuatro medallas en el Campeonato Europeo de Tiro con Arco en Sala entre los años 1996 y 2002.

## Palmarés internacional
| Juegos Olímpicos                 | Juegos Olímpicos          | Juegos Olímpicos  | Juegos Olímpicos |
| Año                              | Lugar                     | Medalla           | Prueba           |
| -------------------------------- | ------------------------- | ----------------- | ---------------- |
| 1996                             | Atlanta (Estados Unidos)  | Medalla de bronce | Individual       |
| 2000                             | Sídney (Australia)        | Medalla de plata  | Equipo           |
| Campeonato Mundial al Aire Libre |                           |                   |                  |
| Año                              | Lugar                     | Medalla           | Prueba           |
| 1997                             | Victoria (Canadá)         | Medalla de plata  | Equipo           |
| Campeonato Mundial en Sala       |                           |                   |                  |
| Año                              | Lugar                     | Medalla           | Prueba           |
| 1999                             | La Habana (Cuba)          | Medalla de bronce | Equipo           |
| Campeonato Europeo al Aire Libre |                           |                   |                  |
| Año                              | Lugar                     | Medalla           | Prueba           |
| 1996                             | Kranjska Gora (Eslovenia) | Medalla de plata  | Equipo           |
| 2002                             | Oulu (Finlandia)          | Medalla de bronce | Equipo           |
| Campeonato Europeo en Sala       |                           |                   |                  |
| Año                              | Lugar                     | Medalla           | Prueba           |
| 1996                             | Mol (Bélgica)             | Medalla de plata  | Individual       |
| 1996                             | Mol (Bélgica)             | Medalla de plata  | Equipo           |
| 1998                             | Oldenburgo (Alemania)     | Medalla de oro    | Equipo           |
| 2002                             | Ankara (Turquía)          | Medalla de oro    | Equipo           |